# Värmeöverföring
Värmeöverföring innebär transport av termisk energi inom ett medium eller mellan medier till följd av skillnad i temperatur. Värme kan spontant överföras endast från ett varmare till ett kallare medium, till följd av termodynamikens andra huvudsats.
Värme kan överföras på tre sätt, genom ledning (värmeledning, konduktion), strömning (konvektion) eller strålning (värmestrålning). Värmeledning sker främst i fasta material och beror på att en temperaturgradient jämnas ut. Konvektion sker på grund av rörelsen hos en fluid, som också omfördelar värme. Vid konvektion är alltid åtminstone en fas en fluid. Strålning förekommer oavsett om mediernas fas är gas, vätska eller fast och behöver inget transporterande medium, utan kan överföra värme genom vakuum.